# Fernando Cepeda
Fernando Cepeda Ulloa (Bogotá, 28 de enero de 1938) es un abogado y político colombiano.
Egresado de la Universidad Nacional de Colombia, fue miembro del Partido Liberal y llegó a ser Ministro de Gobierno y Embajador en Francia, Canadá, las Naciones Unidas y la Organización de Estados Americanos.

## Biografía
Nació en Bogotá el 23 de enero de 1938, graduándose como Bachiller del Colegio San Bartolomé y Doctor en derecho y ciencias políticas de la Universidad Nacional de Colombia, se alejó de la enseñanza pública para meterse de lleno en la privada. Desde 1963 se vinculó a la Universidad de Los Andes como profesor de ciencias políticas y ocupó los cargos de vicerrector y rector encargado, promovió en esa universidad la creación del Cider y participó en la fundación de la Facultad de Derecho y el Centro de Estudios Internacionales.
Sus allegados aseguraban que su máxima aspiración, más que un ministerio, era llegar a ocupar la rectoría de Los Andes, posición que le ha sido esquiva. Íntimamente ligado a la élite intelectual norteamericana, ha sido invitado como conferencista en varias ocasiones, a las universidades de ese país. 
En el sector público ocupó el Viceministerio de Desarrollo Económico en el gobierno de Carlos Lleras Restrepo, Consejero Presidencial de Alfonso López Michelsen y Encargado de Negocios en Washington D. C. en los años 1980-1982. 
En el gobierno de Virgilio Barco fue ministro de gobierno, luego de comunicaciones y se reasignó a Cepeda, una vez más, pero esta vez lo nombró Embajador de Colombia en el Reino Unido, el 9 de julio de 1988, a donde viajó al día siguiente y presentó sus cartas credenciales a Su Majestad Isabel II del Reino Unido en 11 de julio en una ceremonia en el Palacio de Buckingham
El 26 de diciembre de 1990, el gobierno de César Gaviria Trujillo anunció el nombramiento de Cepeda para servir como representante Permanente de Colombia ante las Naciones Unidas; Cepeda presentó sus cartas credenciales al Secretario General de la ONU, Javier Pérez de Cuéllar, el 2 de enero de 1991 en la sede de Naciones Unidas en Nueva York. Él fue reasignado más tarde ese año y el presidente Gaviria lo nombró Embajador de Colombia a Canadá. Presentó sus cartas credenciales al Gobernador General de Canadá, Ramon John Hnatyshyn, el 5 de febrero de 1992 en Rideau Hall.
Fue nombrado Embajador de Colombia en Francia por el gobierno de Álvaro Uribe en 2006 y finalizó en 2011.
Columnista de El Tiempo, se ha distinguido como un certero analista de la política nacional e internacional; sin embargo, está considerado como un brillante profesor académico, más que como un político.

## Familia
Casado con Gloria Espinosa, tienen dos hijos: Manuel José Cepeda Espinosa, abogado de Universidad de los Andes, y Gloria, con quien se le ve en todo tipo de reuniones. 